# Rhea americana
Il nandù comune (Rhea americana (Linnaeus, 1758)) è un uccello incapace di volare originario del Sud America orientale. Conosciuto anche come nandù grigio, maggiore o americano; ñandú (pronunciato [ɲanˈdu], in guaraní e spagnolo); o ema (in portoghese), è una delle due specie del genere Rhea, facente parte della famiglia Rheidae. Il nandù comune è originario dell'Argentina, della Bolivia, del Brasile, Paraguay e Uruguay. Abita in una gran varietà di habitat aperti, come praterie, savane o zone umide erbose. Con un peso di 20–27 chilogrammi (44–60 libbre), il nandù comune è l'uccello più grande del Sud America. In natura, il nandù comune ha un'aspettativa di vita di 10,5 anni. È anche notevole per le sue abitudini riproduttive e per il fatto che una popolazione rinselvatichita si è stabilita nella Germania settentrionale negli ultimi anni. La specie è elencata come prossima alla minaccia dalla IUCN.

## Descrizione

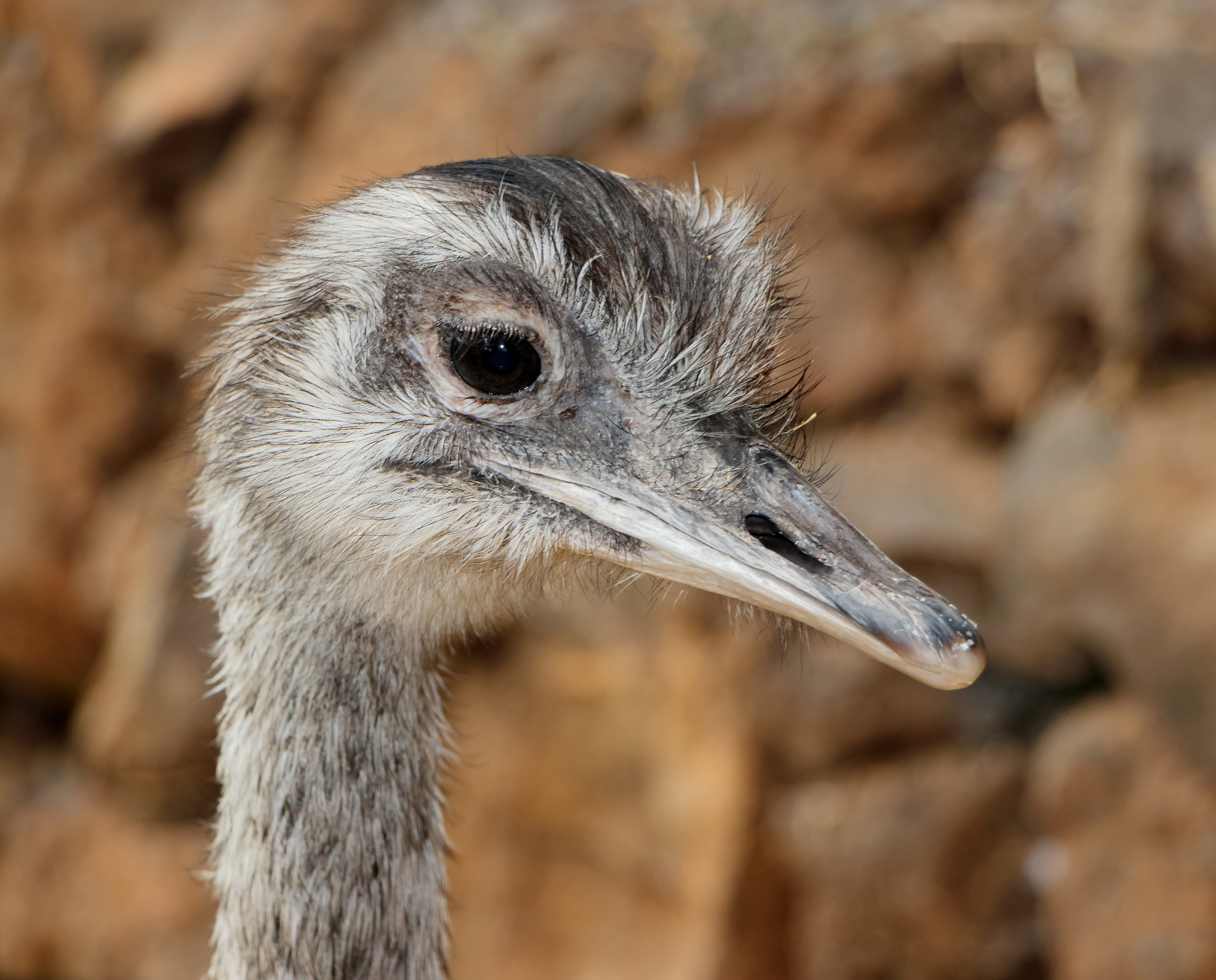
Primo piano della testa di un nandù comune

Il nandù comune è il più grande uccello del Sud America: gli esemplari adulti hanno un peso medio di 20–27 kg (44–60 lb) e spesso misurano da 1,27 a 1,40 metri (da 50 a 55 pollici) di lunghezza dal becco alla coda; in media sono alti circa 1,5 metri (4 piedi 11 pollici), con una gamma tipica da 1,4 a 1,7 metri (4 piedi, 7 pollici a 5 piedi, 7 pollici), all'altezza della testa. I maschi sono generalmente più grandi delle femmine. Nonostante la delineazione di questa specie come "nandù maggiore" rispetto al nandù di Darwin, alcuni dati sulle masse corporee indicano che entrambe le specie pesano circa 23 kg (51 libbre), ma anche a parità di massa il nandù comune appare più grande e più alto, con gambe e collo più lunghi, mentre il nandù di Darwin è più compatto, assomigliando ad un tacchino fuori misura, dal collo più lungo. Altrove, il nandù minore è stato citato con un peso medio inferiore di 16 kg (35 libbre). In alcune zone, non sono rari pesi maggiori di nandù maschi fino a 35 kg (77 libbre) e sono state pesate anche femmine di 30 kg (66 libbre), entrambi pesi superiori alla massa massima nota per i nandù di Darwin. I maschi di grandi dimensioni possono pesare fino a 40 kg (88 libbre), sopportare un'altezza di quasi 1,83 metri (6,0 piedi) e misurare oltre 1,50 metri (59 in) di lunghezza, sebbene ciò non sia comune.
La testa e il becco sono piuttosto piccoli, quest'ultimo misurando 8-10,4 centimetri (3,1–4,1 pollici) di lunghezza. Le zampe sono lunghe, con il tarso che misura tra i 33,5 e i 37 centimetri (13,2 e 14,6 in), ed è ricoperto da 22 piastre orizzontali sulla parte anteriore. Possiedono tre dita per zampa ed il dito posteriore è assente. Le ali del nandù comune sono relativamente lunghe; questi uccelli le usano durante la corsa per mantenere l'equilibrio durante le virate strette e anche durante le esibizioni di corteggiamento.
I nandù comuni hanno un piumaggio soffice e sbrindellato, di colore grigio o marrone, con alte variazioni individuali. La testa, il collo, la groppa e le cosce sono anch'esse piumati. In generale, i maschi sono più scuri delle femmine. Anche in natura - in particolare in Argentina - si verificano individui leucisti (con piumaggio bianco e occhi blu) e albini. I pulcini sono di colore grigio con strisce scure longitudinali.

## Distribuzione e habitat
Il nandù comune è originario dell'Argentina, della Bolivia, del Brasile, del Paraguay e dell'Uruguay. Ci sono anche popolazioni selvatiche in Germania. Questa specie abita le praterie dominate dalle erbe lunghe satintail (gen. Imperata) e bahiagrass (gen. Paspalum),, nonché savane, macchie di foresta, chaparral e persino habitat desertici e palustri, in quanto questi uccelli non amano le distese eccessivamente aperte prive di luoghi di rifugio o di qualche grande albero. È assente nelle umide foreste tropicali della Mata Atlântica e dagli altopiani lungo la costa del Brasile e si estende a sud a 40° di latitudine. Questi animali prediligono quote più basse e raramente superano i 1.200 metri (3.900 piedi). Durante la stagione riproduttiva (primavera ed estate), rimangono vicino ai corsi d'acqua.
Una piccola popolazione non indigena di nandù comune si è stabilita in Germania. Un maschio e cinque femmine fuggirono da una fattoria a Groß Grönau, Schleswig-Holstein, nell'agosto del 2000. Questi uccelli sopravvissero all'inverno e riuscirono a riprodursi in un habitat sufficientemente simile al loro habitat del Sud America. Alla fine attraversarono il fiume Wakenitz e si stabilirono nel Nordwestmecklenburg nella zona adiacente, e in particolare a nord, al villaggio di Thandorf. Un censimento biologico condotto alla fine del 2012 ha rilevato che la popolazione era cresciuta a più di 100 individui e si stava stabilendo definitivamente nel territorio. All'inizio del 2017, la popolazione ha raggiunto circa 220 uccelli. Poiché gli agricoltori locali hanno subito perdite di raccolto a causa di questi animali, ad alcuni agricoltori è stata concessa un'indennità per distruggere le uova degli uccelli per impedire alla popolazione di crescere ulteriormente. Alla fine del 2017 è stata stimata una popolazione di circa 250 uccelli. Sono considerati "domestici" e quindi protetti dalla caccia.
Nell'autunno del 2018 la popolazione è cresciuta fino a 566 individui e nel tempo successivo è stata consentita la caccia a questi uccelli, inoltre il numero è stato ridotto distruggendo i nidi e le uova durante il periodo della riproduzione.

## Tassonomia e sistematica
Il nandù comune prende il suo nome scientifico, Rhea americana, da Rea, una dea greca, e dalla forma latinizzata di America. Il nandù comune venne originariamente descritto da Carl Linnaeus nella sua opera del XVIII secolo, Systema Naturae con il nome di Struthio camelus americanus. Linnaeus identificò anche alcuni esemplari di Sergipe e Rio Grande do Norte, in Brasile, nel 1758. Il nandù comune fa parte della famiglia Rheidae, dell'ordine Rheiformes. Questi uccelli sono strettamente imparentati con altri ratiti, come emù, struzzi, casuari e kiwi, insieme ad altri uccelli atteri estinti, come i moa e gli uccelli elefante.

### Sottospecie
Ci sono cinque sottospecie del nandù comune; le loro gamme territoriali si incontrano attorno al Tropico del Capricorno:
- Rhea americana americana (Linnaeus, 1758) - diffusa nel Brasile settentrionale e orientale;[25]
- Rhea americana albescens Lynch & Holmberg, 1878 - diffusa in Argentina a sud della provincia di Rio Negro;[25]
- Rhea americana araneipes Brodkorb, 1938 - presente in Brasile sud-orientale, Bolivia e Paraguay;[25]
- Rhea americana intermedia Rothschild & Chubb, 1914 - presente in Brasile meridionale e Uruguay;[25]
- Rhea americana nobilis Brodkorb, 1939- endemica del Paraguay;[25]

Le principali differenze tra le varie sottospecie sono l'estensione della colorazione nera sulla gola e le dimensioni. Tuttavia, le sottospecie di nandù comune differiscono così poco tra di loro che è essenzialmente impossibile identificare gli uccelli in cattività per sottospecie, senza saperne la provenienza.

## Biologia
Vivono in prossimità dei fiumi, dei laghi o delle paludi e formano dei gruppi di 20-30 animali, e talvolta sino ad un centinaio.

### Alimentazione
È una specie onnivora che continuamente si muove alla ricerca di cibo. Si nutre di foglie, erba, semi, radici, frutti, insetti e piccoli vertebrati (come piccoli uccelli, lucertole, rane e serpenti).

### Riproduzione
La stagione degli accoppiamenti va da agosto e gennaio. Il maschio diviene solitario e molto aggressivo per conquistare un gruppo di 2-15 femmine (harem). Avvenuto l'accoppiamento, il maschio si impegna nella costruzione di un nido rudimentale, scavando una buca nel terreno. Ogni femmina depone circa 6 uova di colore dal bianco al giallo dorato. Completata la deposizione il maschio inizia a covare per circa 35-40 giorni. Esso si allontana dal nido una volta al giorno per alimentarsi ed abbeverarsi. Tutte le uova deposte tendono a schiudersi nello stesso giorno. Solitamente i pulcini lasciano il nido subito dopo la schiusa. Il padre continua a prendersi cura della nidiata soprattutto scaldandola nelle notti più fredde.

## Conservazione

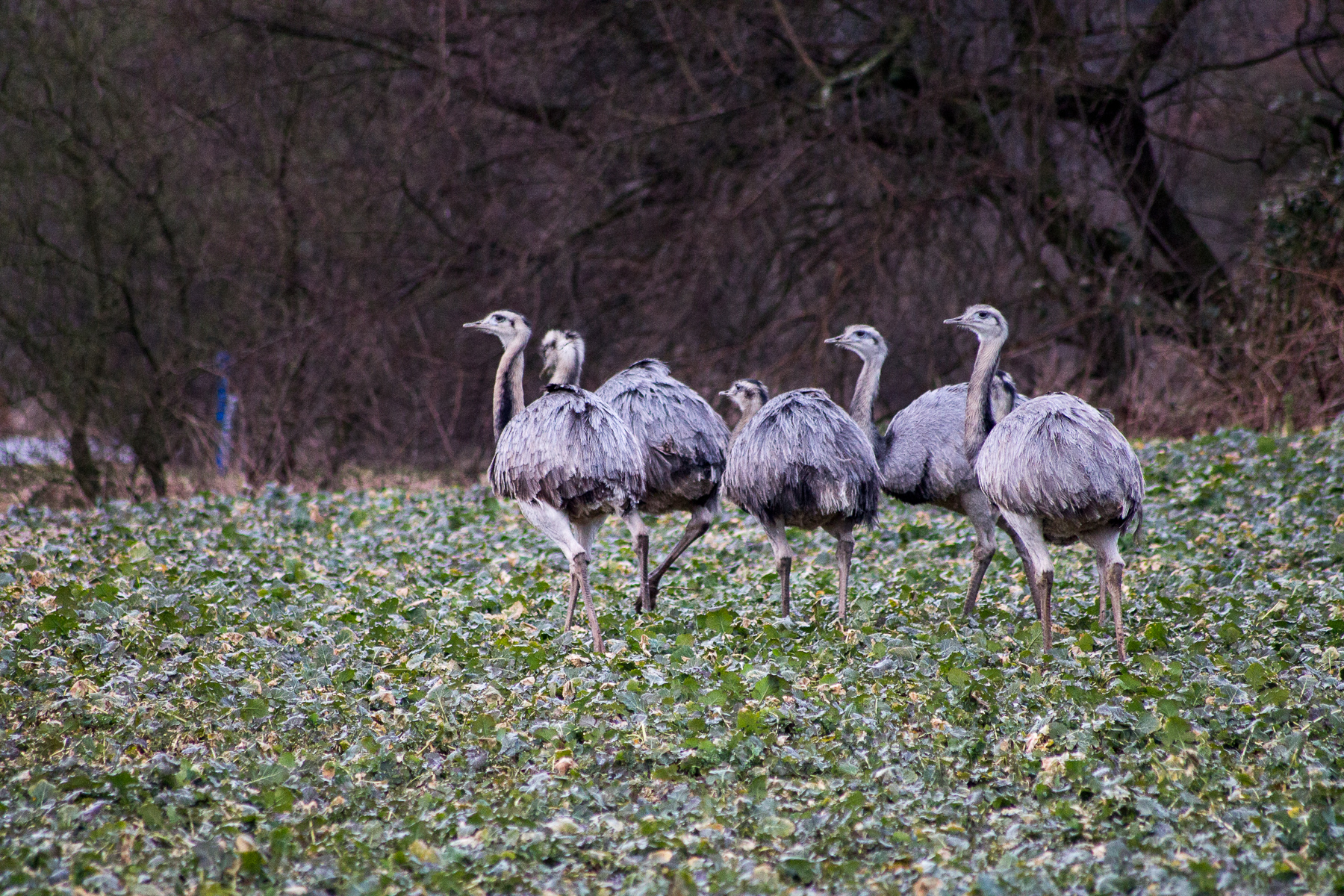
Uno stormo di nandù comuni a Lenschow, Mecklenburg-Vorpommern

Il nandù comune è considerato una specie prossima alla minaccia secondo la IUCN e ha una portata decrescente di circa 6.540.000 chilometri quadrati (2.530.000 miglia quadrate). Si ritiene che la specie stia diminuendo a causa dell'aumento della caccia e della conversione delle praterie sudamericane centrali in terreni agricoli e ranch. Le popolazioni di Argentina e Uruguay sono le più colpite dal declino.
Gli agricoltori di queste terre considerano questi uccelli i maggiori parassiti dei loro raccolti, poiché si nutrono piante a foglia larga, come cavoli, bietole e cavoli cinesi. Laddove si presentano come parassiti, gli agricoltori tendono a cacciare e uccidere molti esemplari. Anche la combustione dei raccolti in Sud America ha contribuito al loro declino.
Il commercio internazionale di nandù comuni catturati in natura è limitato conformemente all'appendice II CITES.
La popolazione di nandù in Germania è legalmente protetta, in modo simile alle specie autoctone. Nella loro nuova casa, il nandù comune è generalmente considerato come un aiuto vantaggioso, in quanto aiuta a mantenere la diversità dell'habitat delle praterie tedesche scarsamente popolate al confine con la riserva naturale di Schaalsee.

## Relazioni con l'uomo
Questa specie è allevata in Nord America e in Europa come l'emù e lo struzzo. I prodotti principali la carne, le uova, l'olio che viene utilizzato per cosmetici e saponi e la pelle utilizzata per cinture ed accessori. I maschi, anche in cattività, sono molto territoriali durante la stagione riproduttiva. In cattività i pulcini hanno un'alta mortalità, ma allo stato brado raggiungono le dimensioni degli adulti nel giro di soli 5 mesi.